# Tanglang (socken i Kina, Yunnan)
Tanglang är en socken i Kina. Den ligger i provinsen Yunnan, i den sydvästra delen av landet, omkring 130 kilometer norr om provinshuvudstaden Kunming. Antalet invånare är 13 642. Befolkningen består av 6 696 kvinnor och 6 946 män. Barn under 15 år utgör 22,0 %, vuxna 15-64 år 69 %, och äldre över 65 år 7,0 %.
Genomsnittlig årsnederbörd är 1 003 millimeter. Den regnigaste månaden är juli, med i genomsnitt 267 mm nederbörd, och den torraste är januari, med 4 mm nederbörd.